# Joshua Project
Joshua Project – chrześcijańska inicjatywa badawcza, zajmująca się dokumentacją grup etnicznych na świecie. Została zapoczątkowana w 1995 roku. Witryna Joshua Project stanowi aktualizowaną bazę ludów świata, która służy wspieraniu chrześcijańskiej działalności misyjnej. Serwis był notowany w rankingu Alexa na miejscu 156 505 (czerwiec 2020).